# Domenico Malatesta Novello
Pour les articles homonymes, voir Malatesta.
Domenico Malatesta Novello, aussi appelé Novello Malatesta, né à Brescia le 5 août 1418 et mort à Cesena le 20 novembre 1465, est un condottière italien, fils de Pandolfo III Malatesta.

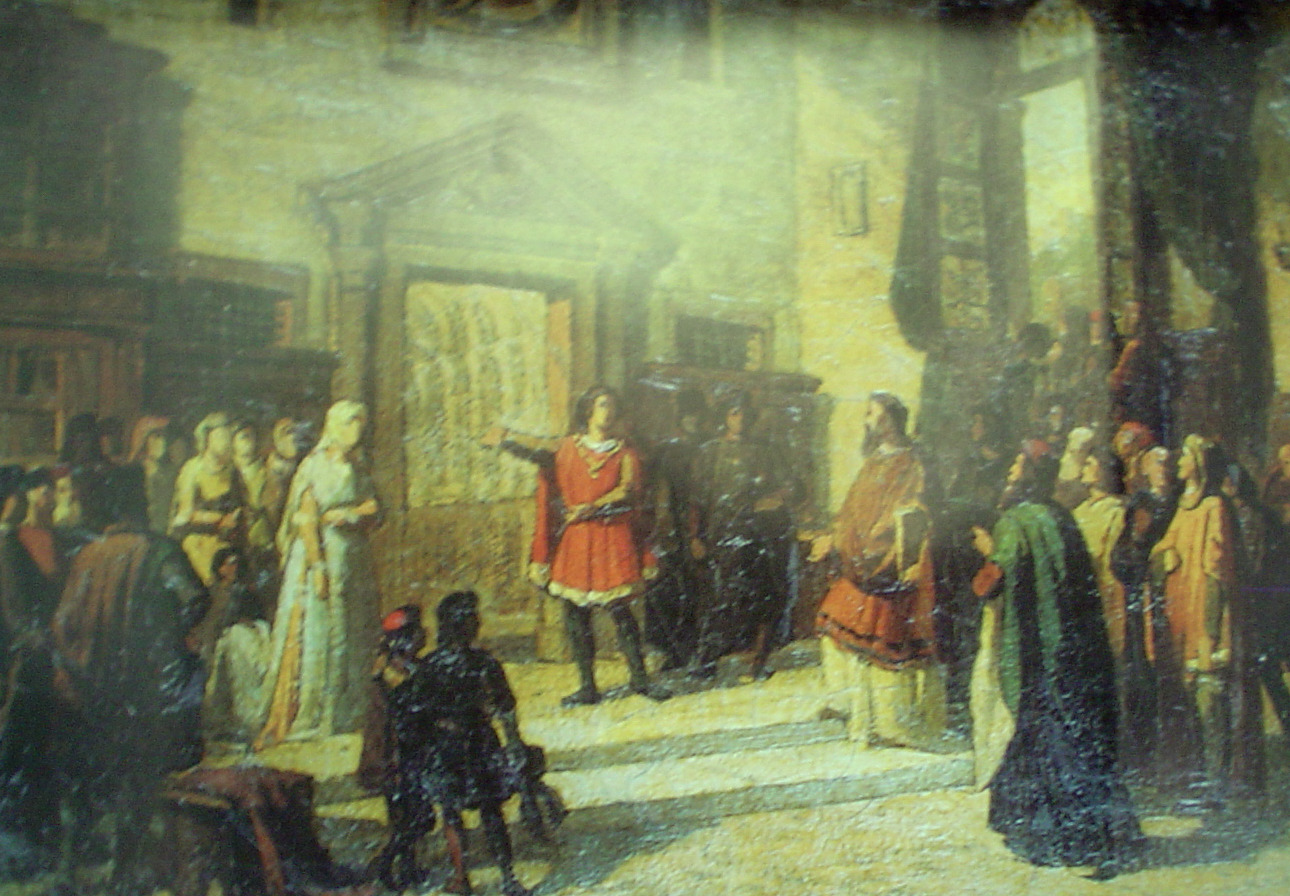
Domenico Novello et Violante inaugurant la bibliothèque Malatestina, peinture du XIXe siècle.

## Biographie
Domenico Malatesta Novello est le fils d'Antonia da Barignano (it) et de Pandolfo III Malatesta. En 1429, à la mort de son oncle Carlo Malatesta, il devient seigneur de Cesena à l'âge de 11 ans.
En 1431 il a 13 ans et des troubles éclatent à Pesaro lors de la réalisation des travaux de fortification, la population fait appel à la maison Malatesta pour les mettre à leur tête ; la même année il a à intervenir aussi pour la ville de Fano. En 1432, il passe capitaine d'une unité de 200 lanciers. Il passe chevalier palatin de l'empereur du Saint-Empire Sigismond de Luxembourg ; il décide aussi de se faire appeler Novello. Ses possessions sont alors de Cesena, Bertinoro, Meldola, Sarsina, Roncofreddo, Sestino et Cervia où son frère Sigismond Malatesta a d'importantes places fortes.
Il épouse, par contrat, Violante de Montefeltro ; elle a alors quatre ans et lui seize, le mariage n'est célébré qu'en 1442 à Gubbio à ses douze ans.

## Principales réalisations à Cesena
En plus de son activité militaire, il se consacre à l'embellissement de la ville par de nombreux travaux en un temps assez court.
- En 1438, le couvent Sainte-Marie pour les frères de l'Observance.
- Amélioration défensive de la Rocca Malatestiana (forteresse) et l'élargissement de la ceinture de murailles et des portes de la cité à partir de 1441.

- Travaux de désensablement du port de Cesenatico, en y incluant des biens familiaux (1452).
- La fondation de la bibliothèque Malatestiana au sein du monastère Saint-François ; il y fait inclure une collection artistique.
- Termine les travaux du Ponte Vecchio, pont de pierre sur le fleuve Savio.
- Une excavation le long du mont de la Brenzaglia pour le passage, entre la falaise et le fleuve, du canal d'alimentation des moulins à grain.
- Le barrage de Cento et le moulin du même nom.

- En 1456, édification de l'église et de la tour fortifiée dans le hameau de San Giorgio (Saint-Georges), disparues lors de la Seconde Guerre mondiale.
- En 1458, don aux frères de l'Observance des terres hors de la ville, au sud de la porta Figarola, pour créer la Parrocchia Osservanza S.Maria Delle Grazie.
- Création au centre de Cesena de l'Ospedale del Santissimo Crocifisso dont il ne reste aujourd’hui d'authentique que la façade.

Il est atteint d'une maladie qui le fait longuement souffrir.
À sa mort, le 20 novembre 1465, il a 47 ans, il laisse une ville renouvelée mais pas de descendance, certains disent que Violante a fait vœu de chasteté.

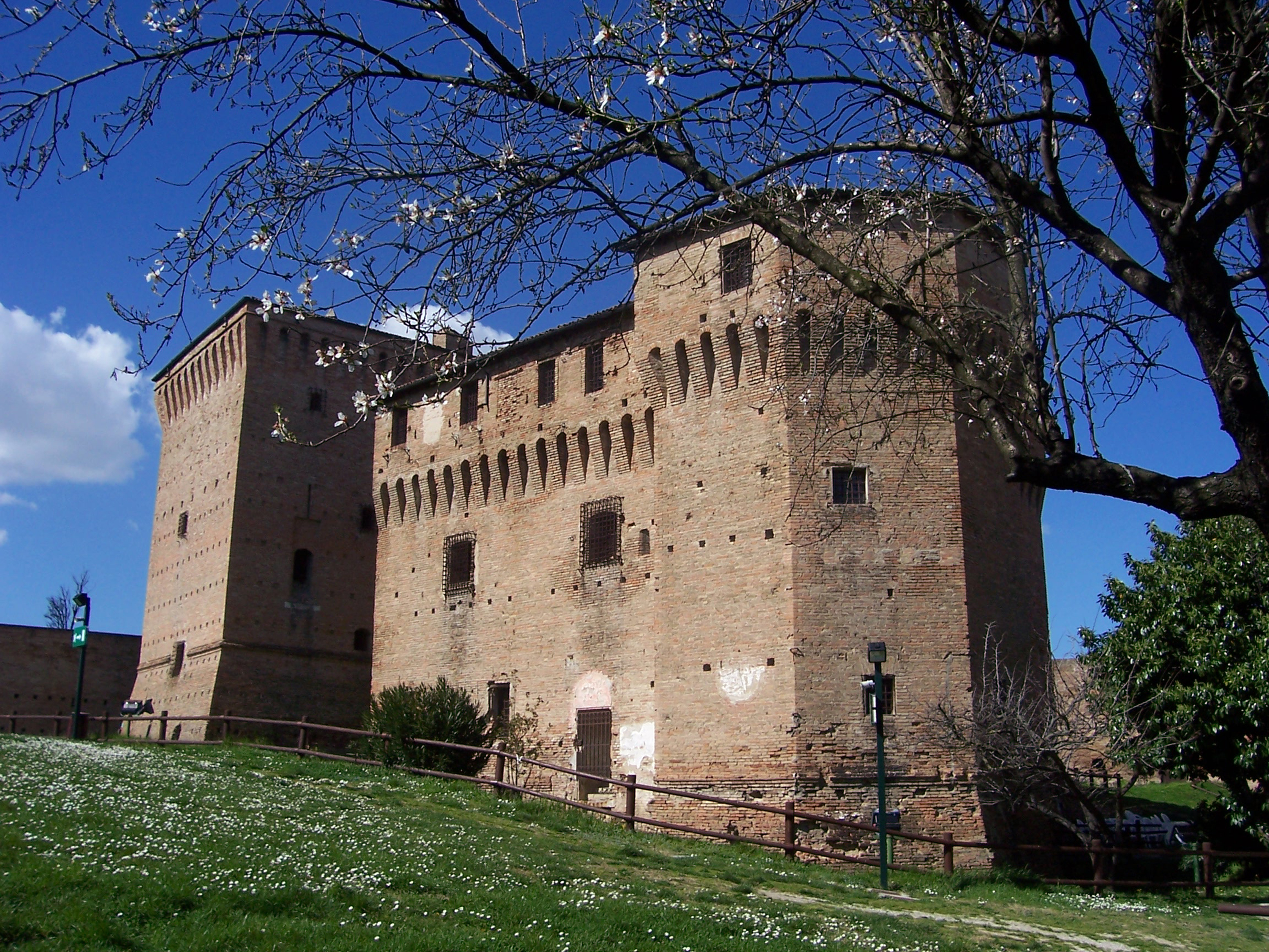
La porte Malatestina dans l'enceinte fortifiée (à l'époque).
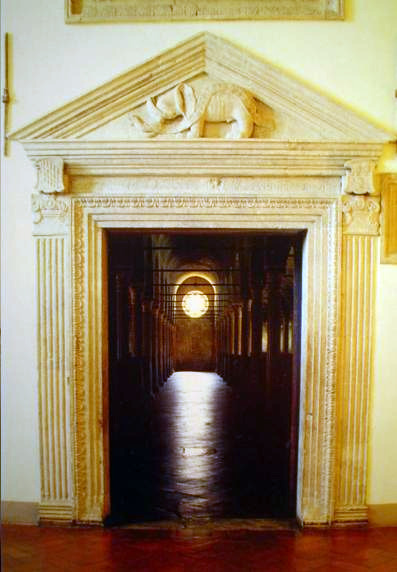
Porte dans la bibliothèque Malatestina avec l'éléphant, emblème de Domenico Novello.

## Source de traduction
- (it) Cet article est partiellement ou en totalité issu de l’article de Wikipédia en italien intitulé « Domenico Malatesta » (voir la liste des auteurs).